# 衆徒
衆徒（しゅと）は、堂衆（どうしゅ/どうしゅう）とも呼ばれ、本来は平安時代以後に大寺院に居住して学問・修行の他に寺内の運営実務にあたった僧侶身分のこと。大衆の主力であり、衆徒のみを指して「大衆」と呼ぶ場合もある。特に興福寺が守護職を務めた大和国では、国内の武士を自寺の衆徒として組み入れたために同国の武士（大和武士（やまとぶし））を指して衆徒と呼ぶ場合もある。

## 概説
一般的に学侶よりも下位、行人よりも上位とされ、寺院内の警備や管理運営などの実務なども扱った。中下級の貴族や武家・荘官などの出身者が多かったため、武術などの心得を持つものもあり、武装化して僧兵を構成したのもこの身分が中心であった（ただし、延暦寺では衆徒をより上級貴族出身が占め、このクラスや衆徒から放逐された者達が別に「堂衆」を組織するなど、寺院ごとに組織のあり方に違いがあった）。大衆僉議や強訴など寺院内部の意思決定やその実力行使に中心的な役割を果たした。後に僧侶の身分分化が進み、公卿などの出身である学侶が寺院内の要職を独占して寺院の経営にも関与しようとすると、行人とともに激しく抵抗した。

## 大和武士
摂関家とのつながりが強かった大和国の興福寺は鎌倉時代に入ると、南都奈良やがて大和一国の支配権を得るようになった。本来同寺の衆徒は太政官符によって20名と定められ、別当や三綱の補佐にあたることになっていた（官符衆徒）が、次第に一乗院・大乗院などといった有力な門跡が自己の発言力の増大のために国内の武士や名主などを御家人などと称して自己の衆徒に組み入れ、自院の学侶に率いさせて寺内や奈良の町の検断などに従事させた。また、神仏習合によって興福寺と一体化していた春日社の神人に組み入れられて同様の役割を果たすこともあり、こうした春日社神人を「国民」と呼んだ。
代表的な大和の衆徒として一乗院傘下の筒井氏・越智氏、大乗院傘下の十市氏・古市氏などがいる。南北朝期になると十市遠康が、興福寺の所領を侵し、自らの支配地域を獲得して領主化する。興福寺別当から十市遠康討伐の要請を受け室町幕府第3代将軍足利義満は永和五年1379年、斯波義将、土岐頼康らを大和に派遣するが、幕府軍は十市遠康討伐を開始する気配を見せず、義満は十市氏討伐軍の諸将に、京への帰還を命じる。これにより歴史上初めて神木入洛による強訴を失敗に終わらせて寺社勢力に大打撃を与えてしまった。第6代将軍足利義教は、大和国内に幕府の支配権を確立するために両門跡の人事に介入した。しかし、豊田中坊と井戸とのあいだでおこった紛争に幕府がまきこまれ、事態は泥沼化してしまう。豊田中坊には、越智・箸尾・万歳と後南朝方の沢・秋山がつき、井戸は、筒井・十市がささえ、筒井対越智の対立は大和を二分する状況になり大和永享の乱と呼ばれる争いがはじまる。文明3(1471)年8月には布施（東軍）と越智家栄（西軍）が闘うが、布施には箸尾・楢原・倶尸羅・十市・筒井・前高田（布施高田）、越智には万歳・八田・飯高・古市・吐田・小泉・当高田（当麻高田）が援軍している。そこに有力守護大名も介入して応仁の乱を挟んだ長期の内紛へと発展した。応仁の乱では東軍の筒井順永・十市遠清と西軍の越智家栄・古市澄胤が激しく争い、以後大和国内は彼らの子孫たちによって群雄割拠された状態で戦国時代を迎えることになる。
戦国時代には畠山氏の重臣木沢長政が河内国で討死するとそれに乗じて筒井順昭と十市遠忠が勢力を拡大した。一時国内の大半を平定して戦国大名化を進めるが、順昭が急死して幼少の順慶が後を継ぐと、越智氏と古市氏が反撃して筒井氏の支配は解体、更にその間隙を縫って三好長慶配下の松永久秀が大和に攻め込んで順慶を追放、越智氏らを屈服させて永禄2年（1559年）興福寺から大和国守護職の地位を奪った。その後、織豊政権のもとで大和一国の大名として復活した筒井順慶は、対外的には大和国主として国内的には父祖代々継承してきた官符衆徒の代表として法印僧都の地位に就くという二面性を持った支配体制を確立する。だが、順慶の死後には豊臣秀吉が弟の秀長に大和一国を与えて、既存の支配体制を否定、衆徒・国民を強制的に解散させ、興福寺に対しては官符衆徒本来の20氏（名）のみを寺内の事務・警備要員として採用して総計380石を与えることを認めたのである。